# Synallaxis gujanensis
A Synallaxis gujanensis a madarak (Aves) osztályának verébalakúak (Passeriformes) rendjébe és a fazekasmadár-félék (Tyrannidae) családjába tartozó faj.

## Rendszerezése
A fajt Johann Friedrich Gmelin német természettudós írta le 1789-ben, a billegetőfélék (Motacillidae) családjába tartozó Motacilla nembe Motacilla gujanensis néven.

## Alfajai
- Synallaxis gujanensis canipileus Chapman, 1923
- Synallaxis gujanensis certhiola Todd, 1916
- Synallaxis gujanensis columbiana Chapman, 1914
- Synallaxis gujanensis gujanensis (Gmelin, 1789)
- Synallaxis gujanensis huallagae Cory, 1919
- Synallaxis gujanensis inornata Pelzeln, 1856[2]

## Előfordulása
Dél-Amerika északi és középső részén, Bolívia, Brazília, Kolumbia, Ecuador, Francia Guyana, Guyana, Paraguay, Peru, Suriname és Venezuela területén honos. 
Természetes élőhelyei a szubtrópusi vagy trópusi síkvidéki esőerdők, mocsári erdők és cserjések, folyók és patakok környéken, valamint ültetvények. Állandó, nem vonuló faj.

## Megjelenése
Testhossza 17 centiméter, testtömege 13-22 gramm.

## Életmódja
Ízeltlábúakkal táplálkozik.

## Természetvédelmi helyzete
Elterjedési területe rendkívül nagy, egyedszáma pedig stabil. A Természetvédelmi Világszövetség Vörös listáján nem fenyegetett fajként szerepel.